# Dinidoridae

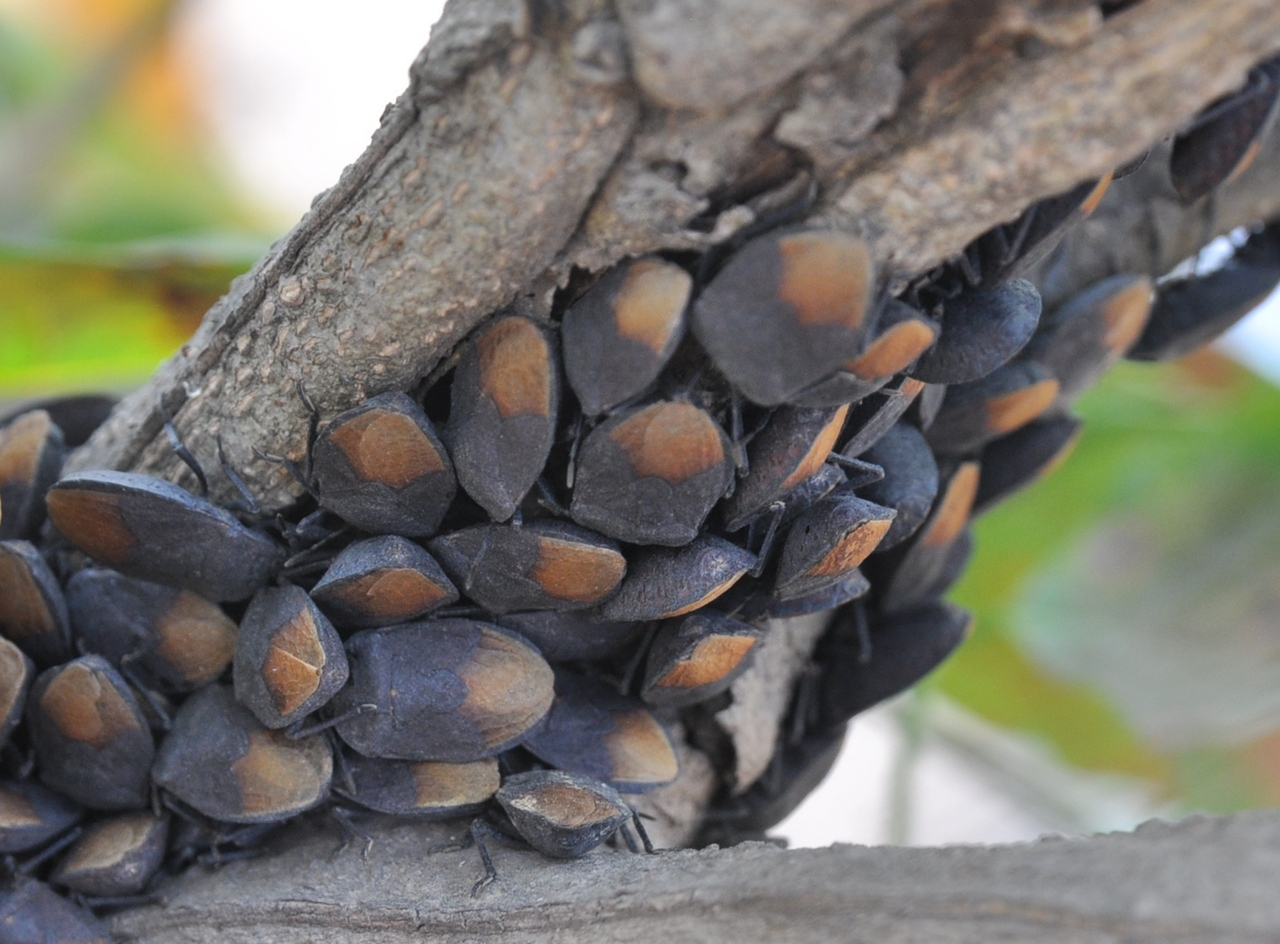
Agregacja Cyclopelta siccifolia

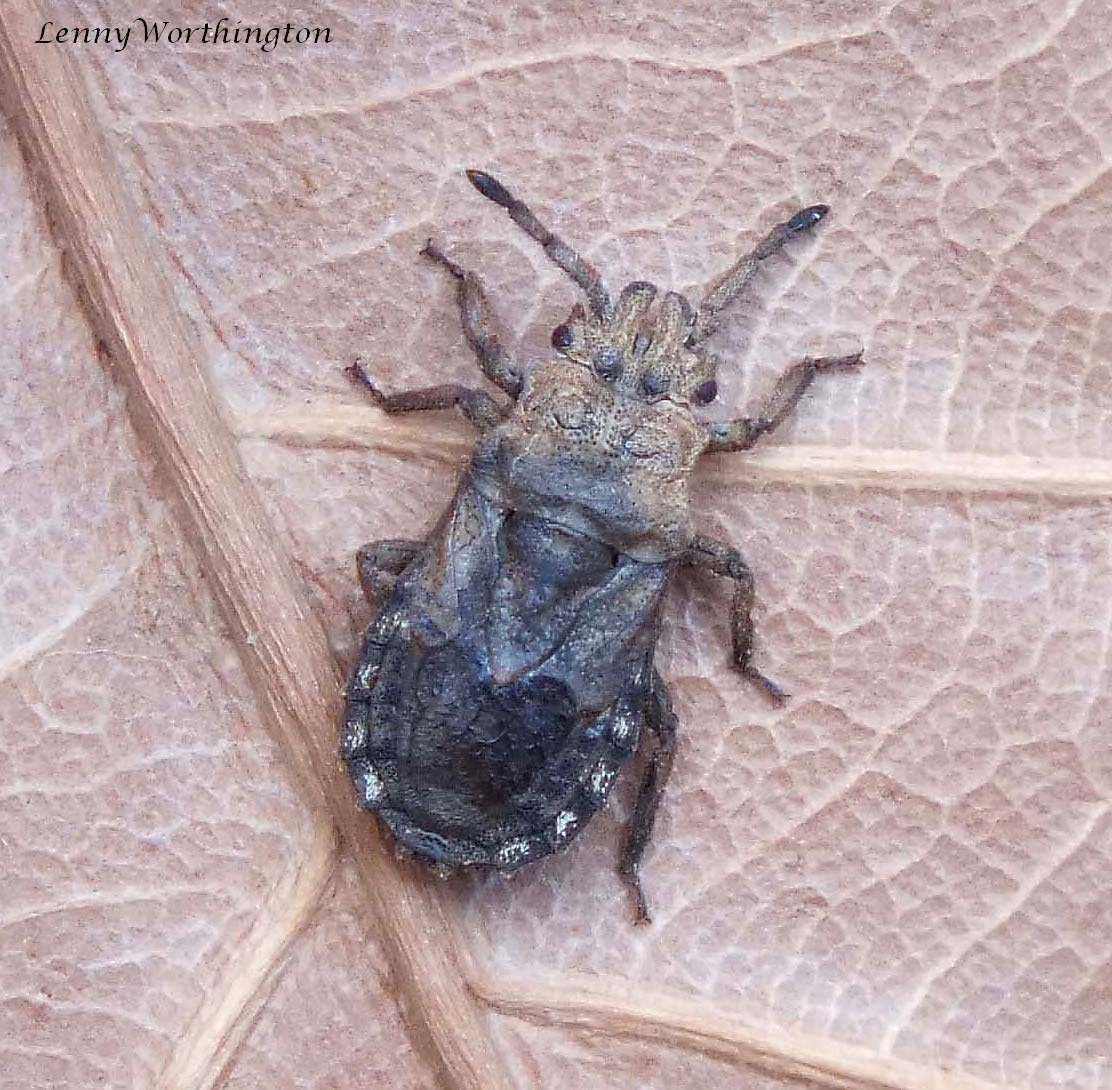
Eumenotes obscura

Dinidoridae – rodzina owadów z rzędu pluskwiaków, podrzędu różnoskrzydłych i nadrodziny traczówek. Obejmuje ponad 115 opisanych gatunków, sklasyfikowanych w 18 rodzajach. Zamieszkują krainy etiopską, madagaskarską, orientalną, australijską, neotropikalną i południowy zachód krainy palearktycznej. Wszystkie są fitofagami ssącymi soki roślin. W zapisie kopalnym znane są od eocenu.

## Morfologia
Pluskwiaki dużych rozmiarów, o ciele długości od 9 do 27 mm, przysadzistej budowy, kształtu jajowatego lub eliptycznego, u Dinidorinae o zarysie opływowym, u Megymeninae zaś często z bocznymi brzegami wyciągniętymi w guzki, ząbki, kolce lub płaty.
Głowa ma na bokach kile, a wzgórki z panewkami czułkowymi osadzone są poniżej nich i wskutek tego niedostrzegalne w widoku grzbietowym. Policzki (bukule) są krótkie, płatowate, wyniesione i z tyłu domknięte. Zbudowana z czterech członów kłujka jest zwykle krótka i sięga najdalej między biodra środkowej i tylnej pary, u Amberiatini dochodzi jednak do czwartego segmentu odwłoka. Czułki zbudowane są z czterech lub pięciu członów, z których przynajmniej dwa przedwierzchołkowe są spłaszczone.
Tułów odznacza się średnich rozmiarów, krótką, sięgającą do około połowy długości odwłoka, niezakrywającą przykrywek półpokryw, trójkątną w zarysie tarczką o wierzchołku stępionym lub zaokrąglonym. Dominują formy długoskrzydłe, krótkoskrzydłe znane są u nielicznych gatunków. Półpokrywy cechują się siatkowatym użyłkowaniem zakrywek. Środkiem przedpiersia i śródpiersia biegnie podłużny rowek. Stopy zbudowane są z dwóch lub trzech członów.
Odwłok u większości Dinidorinae ma przetchlinki drugiego segmentu zasłonięte przez metapleury, a u pozostałych gatunków odsłonięte, odsunięte od tylnych krawędzi metapleur. Niemal u wszystkich gatunków trichobotria rozmieszczone są na sternitach od trzeciego do siódmego w parach na zgrubieniach położonych za każdą z przetchlinek. Genitalia samicy mają uwstecznione gonangulum, a u większości gatunków także zredukowane, słabo zesklerotyzowane i pośrodkowo zrośnięte walwifery. Genitalia samca mają błoniasty edeagus i zaopatrzoną w wyrostki koniunktywę.
Stadia larwalne mają ujścia grzbietowych gruczołów zapachowych odwłoka zlokalizowane pomiędzy tergitami czwartym i piątym oraz piątym i szóstym, natomiast między tergitami trzecim i czwartym występuje zamiast ujść blizna.

## Ekologia i występowanie
Dane o biologii i ekologii tych owadów są skąpe. Wszystkie gatunki są fitofagami ssącymi. Większość związana jest pokarmowo z dyniowatymi, a część z bobowatymi. Poza tym pluskwiaki te podawane są z przedstawicieli arekowatych, astrowatych, herbatowatych, marzanowatych, męczennicowatych, morwowatych, mydleńcowatych, niecierpkowatych, pokrzywowatych, połapkowatych, powojowatych, psiankowatych, rutowatych, szarłatowatych, ślazowatych, toinowatych, wiechlinowatych i wilczomleczowatych, jednak zdecydowana większość tych obserwacji nie dotyczy żerowania, a jedynie bytowania na roślinie. Poza tym obecność jednego gatunku stwierdzono wśród szczątków roślinnych i pod napływkami.
Większość przedstawicieli rodziny zamieszkuje strefy tropikalną i subtropikalną Starego Świata, a więc krainy orientalną, etiopską i madagaskarską. Sześć znanych z krainy orientalnej gatunków stwierdzono również w krainie australijskiej. Wyjątkiem na tle rodziny jest rodzaj Dinidor ograniczony do Ameryki Południowej w krainie neotropikalnej. Do krainy palearktycznej dochodzi Coridius viduatus, podawany z terenów Afryki Północnej, Lewantu i Półwyspu Arabskiego.

## Taksonomia i ewolucja
Do rodziny tej zalicza się ponad 115 opisanych gatunków, sklasyfikowanych w 18 rodzajach, sześciu plemionach i dwóch podrodzinach:
- podrodzina: Dinidorinae Stål, 1868
  - plemię: Amberianini Lis & Kocorek, 2014
    - Amberiana Distant, 1911

  - plemię: Dinidorini Stål, 1868
    - Colpoproctus Stål, 1870
    - Colporidius Lis, 1990
    - Coridiellus Lis, 1990
    - Coridius Illiger, 1807
    - Cyclopelta Amyot & Serville, 1843
    - Dinidor Latreille, 1829
    - Patanocnema Karsch, 1892
    - Sagriva Spinola, 1850

  - plemię: Thalmini Nuamah, 1982
    - Folengus Distant, 1914
    - Thalma Walker, 1868
    - Urusa Walker, 1868
- podrodzina: Megymeninae Amyot & Serville, 1843
  - plemię: Byrsodepsini Kocorek & Lis, 2000
    - Byrsodepsus Stål, 1872

  - plemię: Eumenotini Bergroth, 1907
    - Afromenotes Kment & Kocorek, 2014
    - Eumenotes Westwood, 1847

  - plemię: Megymenini Amyot & Serville, 1843
    - Doesbergiana Durai, 1987
    - Megymenum Guérin-Méneville, 1831
- podrodzina: incertae sedis
  - †Dinidorites Cockerell, 1921

Takson ten wprowadzony został w 1867 roku przez Carla Ståla w randze podrodziny w obrębie tarczówkowatych. Do rangi osobnej rodziny wyniesiony został w 1955 roku przez Dennisa Lestona m.in. na podstawie budowy samczych genitaliów. W 1987 roku P.S.S. Durai dokonała rewizji światowej fauny tej rodziny, dzieląc ją na dwie podrodziny i cztery plemiona wyróżniane do dziś. W 1996 roku Lawrence Hubert Rolston i współpracownicy opublikowali katalog światowej fauny Dinidoridae. Dwa kolejne plemiona w obrębie tej rodziny wprowadzone zostały przez Jerzego Adriana Lisa i Annę Kocorek w 2000 i 2014 roku.
Dinidoridae klasyfikowane są w nadrodzinie tarczówek w obrębie infrarzędu Pentatomomorpha. Tesseratomidae jako ich grupę siostrzaną wskazane zostały przez liczne morfologiczne, molekularne i łączone analizy filogenetyczne, w tym Gapuda z 1991 roku, Xie i innych z 2005 roku, Li i innych z 2005 i 2006 roku, Grazii i innych z 2008 roku, Kmenta i Vilamovej z 2010 roku, Tiana i innych z 2011 roku oraz Lisa i innych z 2012 roku.
Zapis kopalny rodziny ograniczony jest do pojedynczego gatunku, Dinidorites margiformis, i pochodzi z eocenu.